# 高尔泰
高尔泰（1935年10月15日—），江苏高淳人。中国画家、美学家、散文作家。“六四事件”后，经“黄雀行动”转抵美国，现居拉斯维加斯。

## 生平
1955年于江苏师范学院毕业，分配至甘肃省兰州市第十中学任美术教师。1957年二月，因在北京《新建设》杂志上发表论文《论美》而遭到批判，后反右运动中被打为“右派”。冬天被开除公职，发配到位于甘肃省酒泉地区境内的夹边沟农场进行劳动教养。
1959年在兰州为甘肃省博物馆创作十年大庆宣传画，而免于一死。1962年春天解除劳动教养，经时任敦煌文物研究所所长的常书鸿帮助，于6月到敦煌文物研究所工作。
1966年因文化大革命爆发遭到批判斗争。后在五七干校劳动。
1977年平反。1978年春天调至兰州大学哲学系，主持美学专业。年底调至中国社会科学院哲学所。1982年回到兰州大学任教。1984年因时任四川师范大学中文系主任苏恒的邀请来川师任教。后又先后在南开大学和南京大学任教。1987年年底与浦小雨结婚。
1989年六四事件之后，在南京大学以“反革命宣传煽动罪”被羁押，先后被关押在南京娃娃桥监狱和成都四川省看守所。1990年以“结束审查”名义释放。1992年6月经“黄雀行动”悄然离开成都，7月11日抵达香港。1993年辗转抵达美国，现居拉斯维加斯。
2004年5月，中国大陆的广州花城出版社出版了高尔泰的自传式散文集《寻找家园》。尽管文章内容经过了部分删改，但这是他去美国之后大陆首次出版他的文集。其中部分作品此前曾在大陆的《读书》杂志发表。2009年，本书英文版由葛浩文翻译出版，繁体三卷足本在台湾出版。2014年，在两岸出版《草色连云》，该书收录了高尔泰离开中国大陆后所著十余篇随笔、两篇访谈、两篇答谢辞、一篇演讲稿、两篇附录和读书札记。

## 荣誉
- 1986年被中国国家科技委员会评为"国家级有突出贡献的专家"。[7]
- 获北京当代汉语研究所2007年度当代汉语贡献奖。[7]
- 获第四届（2012）在场主义散文奖。[8]

## 著作
| 作品                                            | 简体版出版年份 | 简体版出版社         | 简体版ISBN         | 繁体版出版年份 | 繁体版出版社                 | 繁体版ISBN         |
| ----------------------------------------------- | -------------- | -------------------- | ------------------ | -------------- | ---------------------------- | ------------------ |
| 《论美》                                        | 1982年         | 甘肃人民出版社       |                    |                |                              |                    |
| 《美是自由的象征》                              | 1986年12月     | 人民文学出版社       |                    |                |                              |                    |
| 《评论的评论》                                  | 1988年7月      | 浙江文艺出版社       | ISBN 9787533900724 |                |                              |                    |
| 《美的抗爭 : 高爾泰文選之一》                   |                |                      |                    | 1995年7月      | 東大圖書股份有限公司         | ISBN 9789571917511 |
| 《美的覺醒 : 高爾泰文選之二》                   |                |                      |                    | 1997年3月      | 東大圖書股份有限公司         | ISBN 9789571919812 |
| 《寻找家园》                                    | 2004年5月      | 花城出版社           | ISBN 7-5360-4280-9 | 2009年11月     | 印刻文學生活雜誌出版有限公司 | ISBN 9789866377228 |
| 《寻找家园（增订版）》                          | 2011年6月      | 北京十月文艺出版社   | ISBN 9787530210949 | 2009年11月     | 印刻文學生活雜誌出版有限公司 | ISBN 9789866377228 |
| 《禅话禅画》（繁体） 《安心：星云禅话》（简体） | 2011年5月      | 江苏文艺出版社       | ISBN 9787539942438 | 1996年11月     | 佛光文化事業有限公司         | ISBN 9789575434793 |
| 《草色连云》                                    | 2014年1月      | 中信出版股份有限公司 | ISBN 9787508643199 | 2014年8月      | 允晨文化                     | ISBN 9789865794248 |